# Макаров, Сергей Захарович
Сергей Захарович Мака́ров (1898—1961) — советский учёный.

## Биография
Родился 2 (14 октября) 1898 года в селе Новый Студенец (ныне Буинский район, Татарстан) в семье железнодорожного рабочего.
Окончил Ташкентское реальное училище (1916), полтора года учился в Петроградском горном институте.
В 1918—1920 техник Военно-инженерного управления Ташкента. В 1920—1924 внештатный химик-аналитик Института Уралплатина в Петрограде.
В 1924 году восстановился в Горном институте. Ещё студентом зачислен на должность научного сотрудника Института физико-химического анализа АН СССР. Одновременно после окончания ЛГИ (1928) преподавал там же на кафедре химии.
С 1940-х годах (с перерывом 1952—1954) директор лаборатории перекисных соединений ИОХАН.
Область научных интересов:
- 1930-е годы — химические методы борьбы с самовозгоранием каменного угля и колчеданных руд.
- 1950-е годы — перекисные соединения.

Доктор химических наук, профессор.
Умер 26 июля 1961 года после тяжелой болезни.

## Награды и премии
- орден Красной Звезды (13 ноября 1944)
- Сталинская премия III степени (14 марта 1941) — за изобретение способа получения высокоактивного гипохлорита кальция

## Публикации
- Промышленные методы обезвоживания мирабилита. Сергей Захарович Макаров, Л. С. Иткина. Изд-во Академии наук СССР, 1946 — Всего страниц: 142
- Утилизация производственных отходов на Семипалатинском кожевенном комбинате [Текст] / С. З. Макаров ; Гос. науч. техн. ком. Совета Министров Казах. ССР. Центр. ин-т науч.-техн. информации. — Алма-Ата : [б. и.], 1958. — 13 с. : черт.; 22 см.
- Макаров, Сергей Захарович. Материалы к физико-техническому изучению соляных озёр Кулундинской степи [Текст] / С. З. Макаров. — Москва
- Исследования в области применения антипирогенов при борьбе с рудничными пожарами эндогенного происхождения [Текст] / акад. А. А. Скочинский, проф. С. З. Макаров ; АН СССР, Ин-т горного дела. — М. ; Л. : Изд-во Акад. наук СССР, 1947. — 240 с. : ил. ; 25 см.